# První libanonská válka
První libanonská válka (hebrejsky: מלחמת לבנון‎, milchemet Levanon; arabsky: الإجتياح‎, al-Idžtijáh, „Invaze“), Izraelem též nazývaná operace Mír pro Galileu (hebrejsky: מבצע שלום הגליל‎, mivca Šlom ha-Galil, zkráceně מבצע של״ג‎, mivca Šeleg) začala 6. června 1982, kdy Izraelské obranné síly (IOS) napadly jižní Libanon. Izraelská vláda touto invazí odpověděla na pokus o vraždu izraelského velvyslance ve Velké Británii Šlomo Argova palestinskou Organizací Abu Nidala.
Po útoku na jednotky OOP, Sýrie a Libanonu Izrael zabral jižní Libanon. Zároveň jednotky IOS obklíčily západní Bejrút a ostřelovaly ho z těžkých zbraní.

## Izraelsko-libanonský konflikt
Po první izraelsko-arabské válce v roce 1948 se Libanon stal domovem pro více než 110 000 palestinských uprchlíků z Izraele. V letech 1970 a znovu v roce 1971 se jejich organizace OOP pokoušela svrhnout monarchii v Jordánsku, díky čemuž byli do Libanonu z Jordánska vyhnáni další Palestinci. V roce 1975 počet palestinských uprchlíků v Libanonu dosáhl více než 30 000 a na území jižního Libanonu vznikl neformální palestinský stát. OOP se stala silnou organizací a hrála důležitou roli v libanonské občanské válce. Opakující se násilnosti mezi Izraelem a OOP vyvrcholily v roce 1978 operací Lítání.

## Prolog k invazi

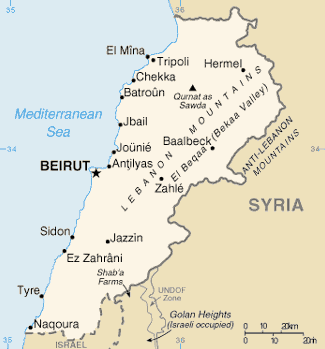
Mapa současného Libanonu.

K prvním konfliktům, které válce předcházely, došlo na jaře roku 1981. Koncem dubna byly v Libanonu nad horou Senin izraelskými vzdušnými silami sestřeleny dva syrské zásobovací vrtulníky jako odveta za syrské bombardování křesťanskými falangisty obsazeného města Zahlé. Sýrie odpověděla rozmístěním raket SAM-6 a u Damašku instalováním raket středního doletu typu země-země Scud. 28. května 1981 zahájila izraelská letadla útok na pozice OOP v jižním Libanonu, snažíce se OOP vyprovokovat ke konfrontaci a vytvořit záminku pro větší útok.
Dne 10. července 1981 došlo k další eskalaci násilí v jižním Libanonu. Podle OSN izraelské letectvo opět bombardovalo palestinské cíle v jižním Libanonu (zabito přes 100 lidí), na což již Palestinci odpověděli dělostřeleckým a raketovým ostřelováním měst Kirjat Šmona a Naharija v severním Izraeli (zabito 6 lidí). Na tyto útoky odpověděl Izrael dělostřeleckou palbou proti táborům OOP v jižním Libanonu. Vojenské akce byly ale nakonec ze strany Izraele zastaveny, neboť se nedařilo palestinské pozice úplně zničit a navíc obyvatelé ostřelovaných izraelských měst se dali na panický útěk (město Kirjat Šmona opustilo více než 70 % jeho obyvatel).
24. července vyjednal velvyslanec USA Philip Habib zastavení palby, ale incidenty pokračovaly dál. V příštích 11 měsících, podle tvrzení Izraele, OOP porušilo zastavení palby ve 270 případech, přičemž bylo zabito 29 Izraelců a více než 300 jich bylo zraněno.
V srpnu 1981 byl izraelským ministrem obrany jmenován Ariel Šaron, který zastával názor že … libanonský problém musí být vyřešen jednou provždy…. Rozšířil již připravený plán na invazi do Libanonu (operace Borovice). Vznikly tak dva plány; „Malá borovice“ (což byl původní plán) a „Velká borovice“, který počítal s obsazením velké části Libanonu až k dálnici Bejrút - Damašek (a její přerušení). Plán operace Velká borovice ale narazil v izraelské vládě na odpor a Šaron tedy dále předkládal ministrům jen plány operace Malá borovice. Generálům IOS ale předložil k rozpracování plány Velké borovice.
21. dubna 1982, po zabití izraelského důstojníka v Libanonu, zaútočilo izraelské letectvo proti Palestinci kontrolovanému pobřežnímu městu Damur a zabilo 23 lidí. Podle Rady bezpečnosti OSN došlo v období mezi srpnem 1981 a květnem 1982 k 2096 případům narušení libanonského vzdušného prostoru a k 652 případům narušení libanonských výsostných vod.

### Činnost izraelských zpravodajských služeb

#### Šin Bet
Ze své pozice vnitřní bezpečnostní služby nebyl do konfliktu ani jeho zpravodajské přípravy významněji zapojen. V únoru 1982, když byla na jordánsko-izraelské hranici zadržena při přechodu do Izraele skupina palestinských bojovníků, oznámil Šin Bet, že podle jeho poznatků se jedná o skupinu vyslanou z Ammánu. Tato informace byla ale Rafaelem Ejtanem, náčelníkem generálního štábu IOS, ignorována, neboť nevyhovovala připravovanému útoku proti libanonské části OOP.

#### Mosad a Aman
V dubnu 1975 se na jednu z evropských základen Mosadu obrátil zástupce jedné z křesťanských milicí účastnících se probíhající občanské války v Libanonu se žádostí o poskytnutí dodávek zbraní a financí. Izraelská vláda jednala opatrně a zaslala pouze dodávku lehkých zbraní. Mosad se zároveň stal prostředníkem pro jednání mezi libanonskou křesťanskou Falangou a izraelskou vládou.
Aman se zpočátku, společně s Mosadem podílel na jednání s falangisty, ale posléze se jeho činnost omezila na vyhotovování zpráv a hodnocení o situaci v Libanonu. V nich vyslovoval pochybnosti o spolupráci s křesťanskými milicemi a poukazoval na jejich nedostatky, zejména nejednotnost a nespolehlivost (falanga do roku 1978 udržovala úzké vztahy se Sýrií a od Izraele požadovala pouze zbraně, aniž za to byla ochotna cokoliv poskytnout).
Poté, co nový izraelský premiér Menachem Begin v roce 1977 otevřeně mluvil o „izraelské povinnosti zabránit genocidě křesťanů“, Aman ministerského předsedu varoval, že za eskalaci násilí nesou zodpovědnost křesťanští falangisté, nikoliv Syřané.
Když byly Sýrií v údolí Bikáa připraveny pozice pro protiletadlové baterie (ale zbraně do nich nebyly umístěny), žádali falangisté vojenskou intervenci Izraele. Aman celou akci vyhodnotil jen jako varovné gesto Sýrie vůči Izraeli a falangistickou žádost jako pokus zatáhnout IOS do libanonské občanské války. S šéfem Amanu souhlasil i ředitel Mosadu Jicchak Hofi.
Po jmenování Ariela Šarona ministrem obrany Izraele byly názory Amanu i jejího ředitele Jehošuy Saguje prakticky ignorovány. V srpnu téhož roku, poté co mohutně narostl objem dodávek zbraní falangistům, převzalo úlohu (a logistické zabezpečení dodávek) od Mosadu izraelské ministerstvo obrany. Mosad pouze zabezpečoval předávání informací mezi oběma stranami. Po jmenování Ariela Šarona ministrem obrany Izraele navázali falangisté kontakty přímo s tímto ministrem a Mosad byl postaven stranou.
V období samotného plánování invaze, začátkem roku 1982, Aman varoval, že v případě postupu IOS k Bejrútu může izraelská armáda v této oblasti uvíznout. Navíc se nelze spoléhat na falangisty, kteří na úkoly kladené jim v invazních plánech (dobytí muslimské části Bejrútu) nestačí. Tento názor zastával i Mosad a obě zpravodajské služby se proti plánu A. Šarona na velkou invazi do Libanonu otevřeně postavily. Později, v květnu téhož roku, Saguj varoval, že falangisté nehnou ani prstem aby izraelské invazi pomohli a Izrael se navíc dostane do velkého střetnutí se syrskou armádou vybavenou raketovými zbraňovými systémy.

## Mezinárodní reakce
Generální tajemník OSN Kurt Waldheim řekl, že... „po několika týdnech klidu v oblasti se rozpoutalo další kolo násilností, které se dále stupňují...“ a dále řekl, že ...„v Libanonu jsou velké civilní oběti, stejně jako jsou civilní oběti v Izraeli. Je mi hluboce líto rozsáhlého lidského utrpení způsobeného tímto vývojem...“.
Předseda rady bezpečnosti OSN, Ide Oumarou z Nigérie vyjádřil „... hlubokou lítost nad rozsahem ztrát na životech a majetku způsobených smutnými událostmi, ke kterým došlo v Libanonu...“.

## Palestinské síly v Libanonu

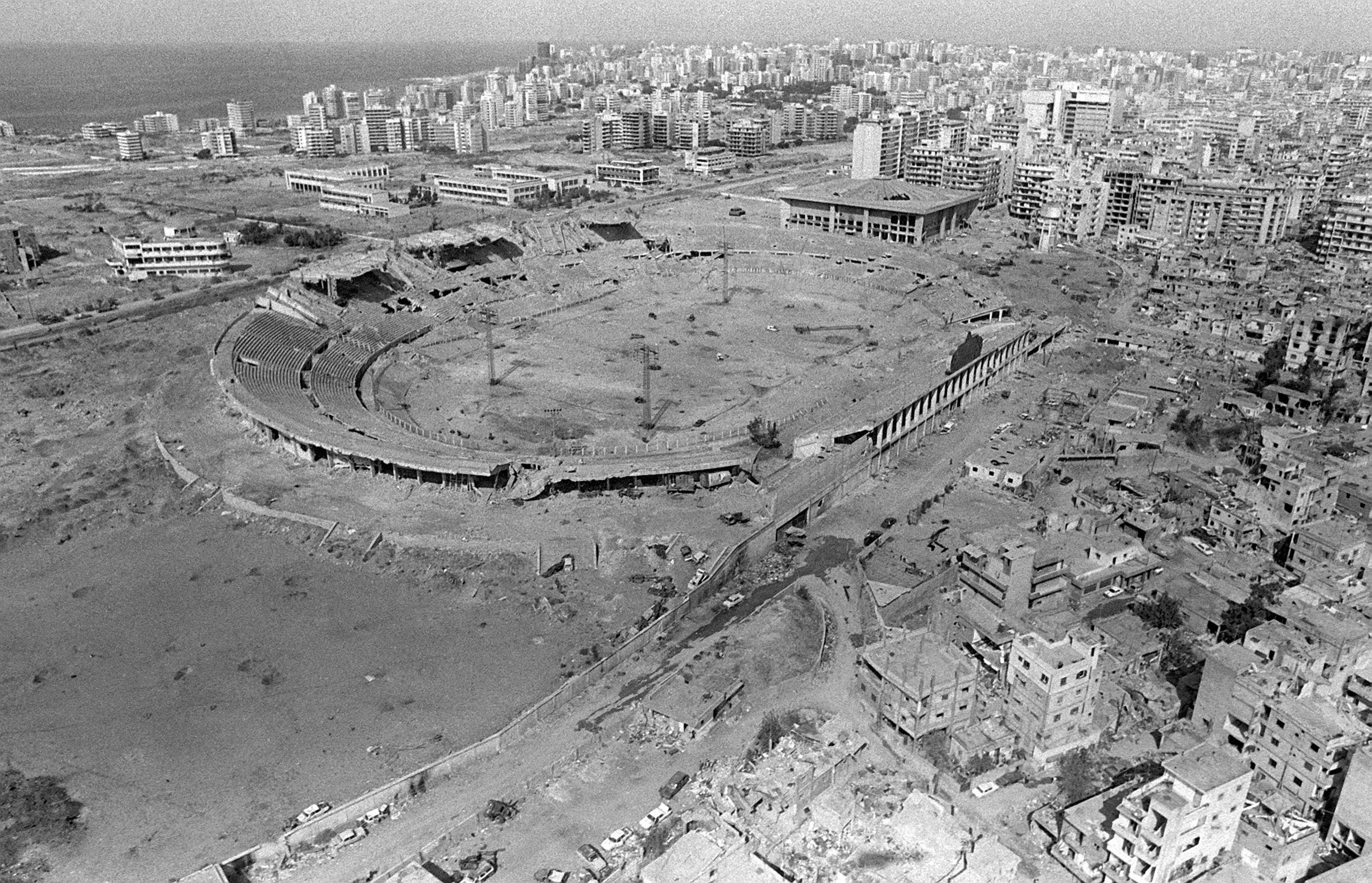
Pohled na stadion používaný hnutím OOP jako muniční sklad, foto pořízeno po izraelském náletu

Palestinské ozbrojené síly v Libanonu byly tvořeny asi 15 000 příslušníky trvalého vojenského personálu (ale jen 6 000 z nich, včetně 4 500 řadových vojáků, bylo rozmístěno na jihu). Ozbrojeni byli 60 zastaralými tanky ( z nichž mnoho nebylo pojízdných) a 100 - 200 děly. Podle izraelských analytiků Šiffa a Ja'ariho se velikost dělostřelectva OOP z 80 děl v červenci 1981 více než ztrojnásobila na 250 děl v červnu 1982. Ti samí autoři také poukazují na odhady izraelských zpravodajských služeb o rozmístění 6 000 bojovníků OOP v jižním Libanonu. Ti byli rozděleni do tří skupin; první skupina (asi 1 500 bojovníků) bylo umístěno na jih od řeky Lítání v Železném trojúhelníku (vesnice Kana, Dir Amas a Džudža), Týr a jeho obklopující uprchlické tábory; druhá skupina (asi 2 500 bojovníků Kastelské brigády) byla rozmístěna na třech místech mezi řekou Lítání a linií vedoucí ze Sidonu severovýchodně k Nabatii; a třetí skupina (asi 1 500 - 2 000 bojovníků Karamehské brigády) byla umístěna na východě, na svazích hory Hermona.

## Izraelské zdůvodnění acasus belli
- Od roku 1968 Palestinci útočili z jižního Libanonu proti severnímu Izraeli a ostřelovali izraelská města raketami typu Kaťuša. Izrael chtěl invazí ochránit svou severní hranici a zničit základny OOP, ze kterých řídili a prováděli operace jako bylo napadení izraelského dopravního letadla v Atenách 26. prosince 1968.

- Zabránit syrskému vměšování do libanonské občanské války.

- Pokus o vraždu Šlomo Argova, izraelského velvyslance ve Velké Británii provedený 3. června 1982 Revoluční radou Fatahu (v čele s Abu Nidalem, Arafatovým oponentem). Izraelský premiér Menachem Begin byl izraelskou zpravodajskou službou upozorněn, že OOP nemá s touto akcí nic společného, ale odmítl na to brát zřetel. Náčelník generálního štábu IOS na tuto informaci reagoval slavným výrokem: „Abu Nidal, Abu Šmidal. Musíme udeřit na OOP!“.[16]

## Začátek invaze
4. a 5. června 1982 bombardovala izraelská letadla F-16 palestinské uprchlické tábory a vybrané cíle OOP v Bejrútu a jižním Libanonu. Zahynulo 300 lidí, 500 jich bylo zraněno. OOP odpověděla dělostřeleckým ostřelováním civilních cílů v severním Izraeli. 6. června 1982 izraelské ozbrojené síly pod velením Ariela Šarona napadly jižní Libanon v rámci operace Mír pro Galileu.

## Průběh bojů
Plán izraelské invaze počítal se čtyřmi trasami směrem na sever:
- Západní trasa (vedená brig. gen. Jicchakem Mordechajem) směřovala podél pobřeží kolem měst Tyre a Sidon a směrem na Bejrút.
- První střední trasa (vedená brig. gen. Avigdorem Kahalanim) směřovala přes Nabatiji podél pobřežní silnice k Sidonu a druhá střední trasa (vedená brig. gen. Menachemem Ejnanem) zpočátku postupovala společně s první střední trasou, později se stočila přes hory Šouf směrem k dálnici Bejrút - Damašek.
- Východní trasa (vedená generálmaj. Avigdorem Ben Galem) směřovala na osady Hašbaja a Rašaja al-Fuchar a do východní části údolí Beka´a (proti syrským pozicím)
- Námořní trasa (vedená brig. gen. Amosem Jaronem) směřovala přes moře a počítala s vyloděním námořní jednotky v ústí řeky Awali

### 6. červen (neděle)
Izraelská armáda překročila hranice. Vzhledem k utajování plánů o velikosti operace před členy vlády nebyly jasně definovány cíle a proto nemohly být do týlu nepřítele přepraveny výsadkové jednotky mající za cíl uzavřít protivníkovi ústupové cesty. Se silným palestinským odporem se izraelské jednotky setkaly v oblasti Týru a Sidonu i v samotném Sidonu, díky čemuž se oproti plánu zdržely o 72 hodin.

### 7. červen (pondělí)
- V bojích byly zlikvidovány některé syrské jednotky.
- Izraelské letectvo zlikvidovalo dva syrské radary.
- Tanky gen. Einana se u města Džezzine střetly se syrskými jednotkami a město obsadily. Poté byly zdrženy v horských průsmycích syrskými tankovými a přepadovými oddíly při krvavých bojích.

### 9. červen (středa)
- Jednotky generálů Mordechaje a Jarona se spojily v ústí řeky Auali.
- Ve východní části Libanonu došlo k frontálnímu střetu izraelských a syrských jednotek.
- Ve 14:00 započala operace, během níž bylo kombinací leteckých, raketových a dělostřeleckých úderů na pozice syrských radarových stanic a protileteckých baterií. Izraelská armáda nasadila pro tuto operaci rakety země-země, dalekonosná děla a 40 bojových letadel Phantom, Skyhawk a Kfir. Syrská armáda proti útoku nasadila své stíhací letouny. Bylo zničeno 17 syrských baterií a sestřeleno 29 syrských letounů při nulových ztrátách izraelského letectva.
- Jednotky gen. Ben Gala zaútočily směrem na údolí Beka´a, ale díky intenzivní syrské obraně kolem města Sultan Jakob (a také díky technickým problémům a nedostatku elánu) svůj cíl, dálnici Bejrút-Damašek, nedosáhly.

### 10. červen (čtvrtek)
- V pokračujících vzdušných soubojích bylo sestřeleno dalších 50 syrských letadel. Izrael neztratil ani jedno. Tento souboj byl největším leteckým střetnutím v době proudových letadel, neboť se ho zúčastnilo 150 strojů z obou stran.[17]
- Díky leteckým úderům byl zničen syrský systém protiletecké obrany v Libanonu. Sýrie se ocitla ve stavu radarové slepoty a izraelské letectvo získalo převahu v libanonském vzdušném prostoru.

### 11. červen (pátek)
- Paraoddíly gen. Jarona se probíjely palestinskými a syrskými pozicemi východně od silnice spojující Sidon a Bejrút.
- Ve 12:00 vstoupilo platnost velmocemi vynucené zastavení palby.

### 13. červen (neděle)
- Jednotky gen. Jarona se spojily s jednotkami falangistů poblíž Ba'abde. Dálnice Bejrút-Damašek byla přerušena.
- Izraelské jednotky dosáhly předměstí Bejrútu a zahájily jeho obléhání.

Izraelem veřejně prezentovaným cílem invaze bylo zatlačit bojovníky OOP 40 km na sever od izraelské hranice. Tento úkol IOS brzy splnila, ale byla odhodlaná vytlačit OOP z jižního Libanonu natrvalo. Tyr a Sidon (dvě významná města v jižním Libanonu, ležící ve 40km pásmu) byla těžce poškozena a Bejrút byl po deset týdnů dějištěm bojů, při němž byli zabíjeni příslušníci OOP i civilisté.
Během pozemních útoků byly ničeny syrské protiletadlové baterie v Libanonu. Proti syrským obrněným jednotkám použilo izraelské letectvo bojové vrtulníky AH-1 Cobra. Byly zničeny tucty syrských bojových vozidel, včetně několika moderních tanků T-72 sovětské výroby. Na izraelské straně došlo k intenzivnímu využívání bezpilotních letadel pro sběr zpravodajských informací.
V srpnu roku 1982 došlo k dohodě o odchodu jednotek OOP pod dohledem Mnohonárodnostních sil (tvořených americkými, francouzskými a italskými vojáky) z Libanonu. Odsun 15 000 příslušníků OOP a Sýrie z Bejrútu započal 21. srpna. Do konce září opustilo Libanon asi 6 500 bojovníků Fatahu; na řeckých lodích se přeplavili z Bejrútu do Jordánska, Sýrie, Iráku, Súdánu, Severního a Jižního Jemenu a Tunisu. V Tunisu se zároveň usídlilo vedení OOP. Philip Habib, vyslanec prezidenta Reagana v Libanonu se OOP zaručil, že se palestinským civilistům v uprchlických táborech v Libanonu nic nestane. Příslušníci amerického námořnictva opustili západní Bejrút dva týdny před vypršením svého mandátu v roce 1983 poté, co se jejich kasárna v Bejrútu stala cílem bombových útoků.
14. září, po vraždě Bašíra Džamáíla, nově ustaveného libanonského prezidenta, obsadily izraelské síly v rozporu s Habibovou dohodou západní Bejrút. Poté izraelské velení povolilo 150 příslušníkům Falangy (libanonských křesťanských milicí bojujících na straně Izraele) vstup do palestinských uprchlických táborů Sabra a Šatíla pod záminkou, že se v nich ukrývá "2000 teroristů z OOP". Výsledkem byl masakr 700 až 3 500 Palestinců Falangisty (ti přišli o 2 bojovníky). Izraelské tankové jednotky, které obklopovaly tábory pouze monitorovaly vchody a východy z těchto táborů. Při pozdějším izraelském vyšetřování bylo konstatováno, že za Masakr v Sabře a Šatíle nese nepřímou zodpovědnost Ariel Šaron, protože mu nezabránil. Toto obvinění vedlo k jeho pozdější rezignaci na post izraelského ministra obrany.

## Výsledek války

### Oběti
Odhaduje se, že během války bylo zabito kolem 17 825 Arabů. Existují dohady ohledně počtu zabitých civilistů. Bejrútské noviny Nahar odhadují, že během konfliktu bylo jen v oblasti Bejrútu zabito 5 515 vojáků a civilistů a 9 797 vojáků (z OOP, Sýrie a odjinud) a 2 513 civilistů bylo zabito mimo oblast Bejrútu. Izrael během celého konfliktu ztratil 675 vojáků.

### Bezpečnostní pásmo
OOP stáhla většinu svých sil z Libanonu v září 1982. Izrael a Libanon s americkou pomocí uzavřely v květnu 1983 smlouvu, kterou byly určeny podmínky stažení Izraele z Libanonu (přičemž měla být vytvořena bezpečnostní zóna, kterou by izraelští vojáci střežili společně s libanonskou armádou). Ratifikační listiny nebyly ale mezi oběma zeměmi nikdy vyměněny, neboť v březnu 1984 Libanon na nátlak Sýrie od dohody odstoupil. V lednu 1985 začal Izrael stahovat většinu svých jednotek (pouze malé zbytky izraelských sil zůstaly, společně s proizraelskými milicemi v bezpečnostní zóně, kterou považoval Izrael za nezbytný nárazník proti útokům na své území). Izraelský ústup do bezpečnostní zóny byl ukončen v červnu 1985.

### Zničení palestinského archivu
V roce 1982 došlo v Bejrútu izraelskou armádou k poškození a zabavení prvního palestinského archivu Palestinského výzkumného centra (zřízeného OOP) a v roce 1983 při teroristickém útoku Fronty za osvobození Libanonu od cizinců ke zničení jeho sídla a zabití osmnácti lidí. V roce 1982 archiv čítal 25 tisíc archiválií o palestinské historii a kultuře.

### Vnitropolitické důsledky
Při hlasování v Knesetu se proti válce v Libanonu postavila pouze strana Chadaš (požadovala vyslovení nedůvěry vládě). Poslanec za Chadaš Me'ir Vilner při zasedání Knesetu řekl, že „... tato vláda vede Izrael do propasti...“ Izraelský deník Jedi'ot achronot je za to obvinil ze zrady. Naproti tomu příslušníci jedné z frakcí Strany práce hlasovali pro vyslovení důvěry pravicové vládě. Tisk (s výjimkou Haaretzu) válku podporoval.
První libanonská válka byla první válkou vedenou Izraelem za celou dobu jeho existence, o které neexistoval celonárodní souhlas. Válka navíc byla vnímána stále více nikoliv jako pokus o zajištění izraelské bezpečnosti, ale podpora Šaronových a Ejtanových politických ambicí.
Nejznámějším případem spolupráce hromadných sdělovacích prostředků s vládou bylo dobytí Beaufortu. Izraelský premiér oznámil, že Beaufort byl dobyt beze ztrát, třebaže bylo známo, že během bojů padlo šest příslušníků Sajeret Golani včetně velitele majora Goni Hernika. Tisk psal o kuráži a odvaze vojáků při bitvě, ale o ztrátách se nezmínil.
Velké izraelské ztráty, údajné dezinformace členů vlády a veřejnosti vojenskými a politickými zastánci kampaně a nedostatek jasných cílů vedl ke zvyšování neklidu mezi izraelskou veřejností. Ten vyvrcholil velkým protestním shromážděním v Tel Avivu pořádaným organizací Mír nyní po masakru v táborech Sabra a Šatíla. Pořadatelé tvrdili, že shromáždění se zúčastnilo 400 000 lidí. Díky tomu vznikl název Čtyřsettisícové shromáždění. Jiné odhady počtu lidí, kteří se shromáždění zúčastnili jsou mnohem nižší.

## Ukončení války

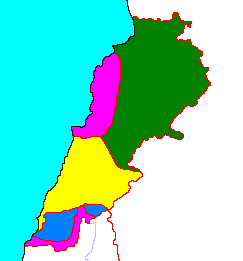
Mapa zobrazující rozložení sil v Libanonu, 1983:
zelená – pod kontrolou Sýrie,
fialová – pod kontrolou křesťanských skupin,
žlutá – pod kontrolou Izraele,
modrá – pod kontrolou OSN

Bezpečnostní zónu Izrael opustil v roce 2000, během úřadování Ehuda Baraka na postu ministerského předsedy Izraele. Libanon a Hizballah požadují vyklizení i malého území známého jako Farmy Šibáa, tvrdíce, že se jedná o libanonské území. Generální tajemník OSN oficiálně ukončil válku 16. června 2000.

## Důsledky války
- Z pohledu izraelské armády měla invaze jen omezený úspěch; OOP byla vytlačena z jižního Libanonu a její infrastruktura byla zničena, zároveň se podařilo dostatečně odstrašit další arabské protiizraelské organizace. Syrská armáda byla díky bojovým ztrátám oslabena (největší ztráty zaznamenalo syrské letectvo).
- Vyloučení možnosti útočit proti Izraeli přes hranice vedlo OOP k hledání politických prostředků k řešení konfliktu s Izraelem.
- Pokračovala eroze statusu posvátné krávy IOS v očích izraelské veřejnosti a deziluze s jejím velením; jednalo se o pokračování procesu započatého po Jomkipurské válce.
- Invaze do Libanonu byla významným katalyzátorem, který urychlil vznik Hizballahu podporovaného Íránem a Sýrií. Hizballah byl do roku 1991 jediná ozbrojená milice v Libanonu, která nebyla podporována a kontrolována Izraelem a do roku 2000 úplně nahradil OOP v jižním Libanonu.
- Libanon odhadl škody způsobené invazí na 7.622.774.000 libanonských liber (což bylo v přepočtu přibližně 2 miliardy dolarů).[28]
- Usáma bin Ládin na zveřejněné videonahrávce z roku 2004 řekl, že k útoku na mrakodrapy v USA byl inspirován izraelskou invazí do Libanonu když při obléhání Bejrútu byly ničeny výškové budovy.[29]
- Stažení IOS zpět do jižního Libanonu v létě roku 1983 vedlo k jedné z nejkrvavějších fází libanonské války, kdy křesťanské milice byly ponechány samotné proti koalici jednotek Drúzú, OOP, syrské armády, libanonských komunistů a syrské Sociálně-národní strany.